# Вопросы научного атеизма
Вопро́сы нау́чного атеи́зма — продолжающееся издание (сборник) Института научного атеизма АОН при ЦК КПСС, выходившее в 1966—1989 годах. Всего вышло 39 сборников.

## История
Создан в 1966 году. Основными задачами издания провозглашалась «разработка актуальных проблем теории и практики научного атеизма, анализ и обобщение опыта научно-атеистического воспитания, критика буржуазно-клерикальных, реформистских искажений положение религии в странах социализма».
Некоторые выпуски были тематическими.